# ASB Classic 2019
36°51′13″ пд. ш. 174°46′25″ сх. д. / 36.853742° пд. ш. 174.773507° сх. д.
Auckland Open 2019 (спонсор - ASB Bank) - чоловічий і жіночий тенісний турнір, що проходив на відкритих кортах з твердим покриттям ASB Tennis Centre в Окленді (Нова Зеландія). Належав до категорії 250  в рамках Туру ATP 2019 і категорії International в рамках Туру WTA 2019. Це був 34-й за ліком WTA Auckland Open,, і 43-й за ліком ATP Auckland Open. Жіночий турнір тривав з 31 грудня 2018 до 6 січня 2019 року, чоловічий - з 7 до 12 січня 2019.

## Призові очки і гроші

### Розподіл очок
| Дисципліна                 | П   | Ф   | ПФ  | ЧФ | 1/8 | 1/16 | Q   | Q3  | Q2  | Q1  |
| Одиночний розряд, чоловіки | 250 | 150 | 90  | 45 | 20  | 0    | 12  | 6   | 0   | Н/Д |
| Парний розряд, чоловіки    | 250 | 150 | 90  | 45 | 0   | Н/Д  | Н/Д | Н/Д | Н/Д | Н/Д |
| Одиночний розряд, жінки    | 280 | 180 | 110 | 60 | 30  | 1    | 18  | 14  | 10  | 1   |
| Жінки, парний розряд       | 280 | 180 | 110 | 60 | 1   | Н/Д  | Н/Д | Н/Д | Н/Д | Н/Д |

### Розподіл призових грошей
| Дисципліна                 | П       | Ф       | ПФ      | ЧФ      | 1/8    | 1/161  | Q3     | Q2     | Q1   |
| Одиночний розряд, чоловіки | $89,435 | $47,105 | $25,515 | $14,535 | $8,565 | $5,075 | $2,285 | $1,145 | Н/Д  |
| Парний розряд, чоловіки *  | $27,170 | $14,280 | $7,740  | $4,430  | $2,590 | Н/Д    | Н/Д    | Н/Д    | Н/Д  |
| Одиночний розряд, жінки    | $43,000 | $21,400 | $11,300 | $5,900  | $3,310 | $1,925 | $1,005 | $730   | $530 |
| Парний розряд, жінки *     | $12,300 | $6,400  | $3,435  | $1,820  | $960   | Н/Д    | Н/Д    | Н/Д    | Н/Д  |

1 кваліфаєри також отримують призові гроші 1/16 фіналу

* на пару

## Учасники чоловічих змагань

### Сіяні
| Країна         | Гравець               | Рейтинг1 | Посіяний |
| -------------- | --------------------- | -------- | -------- |
| США            | Джон Ізнер            | 10       | 1        |
| Італія         | Фабіо Фоніні          | 13       | 2        |
| Італія         | Марко Чеккінато       | 20       | 3        |
| Іспанія        | Пабло Карреньо Буста  | 23       | 4        |
| Іспанія        | Роберто Баутіста Аґут | 24       | 5        |
| Південна Корея | Хьон Чун              | 25       | 6        |
| Канада         | Денис Шаповалов       | 27       | 7        |
| Франція        | Гаель Монфіс          | 29       | 8        |
| США            | Стів Джонсон          | 33       | 9        |

- 1 Рейтинг подано станом на 31 грудня 2018.

### Інші учасники
Нижче наведено учасників, які отримали вайлдкард на участь в основній сітці:
- Давид Феррер
- Cameron Norrie
- Rubin Statham

Нижче наведено гравців, які пробились в основну сітку через стадію кваліфікації:
- Ugo Humbert
- Бредлі Клан
- Maximilian Marterer
- Маккензі Макдоналд

Такі тенісисти потрапили в основну сітку як Щасливі лузери:
- Пабло Куевас
- Ласло Дьєр

### Відмовились від участі
До початку турніру
- Роберто Баутіста Аґут → його замінив  Ласло Дьєр
- П'єр-Юг Ербер → його замінив  Тенніс Сандгрен
- Гаель Монфіс → його замінив  Пабло Куевас

### Знялись
- Ласло Дьєр
- Давид Феррер

## Учасники основної сітки в парному розряді

### Сіяні
| Країна  | Гравець      | Країна        | Гравець          | Рейтинг1 | Сіяний |
| ------- | ------------ | ------------- | ---------------- | -------- | ------ |
| Австрія | Олівер Марах | Хорватія      | Мате Павич       | 7        | 1      |
| США     | Боб Браян    | США           | Майк Браян       | 15       | 2      |
| ПАР     | Равен Класен | Нова Зеландія | Майкл Венус      | 31       | 3      |
| Польща  | Лукаш Кубот  | Аргентина     | Орасіо Себальйос | 38       | 4      |

- 1 Рейтинг подано станом на 31 грудня 2018.

### Інші учасники
Нижче наведено пари, які отримали вайлдкард на участь в основній сітці:
- Cameron Norrie /  Rubin Statham
- Ajeet Rai /  George Stoupe

Наведені нижче пари отримали місце як заміна:
- Філіпп Освальд /  Тім Пютц

### Знялись з турніру
До початку турніру
- Пабло Куевас

## Учасниці

### Сіяні
| Країна            | Гравчиня           | Рейтинг1 | Посіяний |
| ----------------- | ------------------ | -------- | -------- |
| Данія             | Каролін Возняцкі   | 3        | 1        |
| Німеччина         | Юлія Гергес        | 14       | 2        |
| Китайський Тайбей | Сє Шувей           | 28       | 3        |
| Хорватія          | Петра Мартич       | 32       | 4        |
| Чехія             | Барбора Стрицова   | 33       | 5        |
| США               | Вінус Вільямс      | 38       | 6        |
| Бельгія           | Кірстен Фліпкенс   | 47       | 7        |
| Бельгія           | Алісон ван Ейтванк | 49       | 8        |

- 1 Рейтинг подано станом на 24 грудня 2018

### Інші учасниці
Нижче наведено учасниць, які отримали вайлдкард на участь в основній сітці:
- Аманда Анісімова
- Лорен Девіс
- Бетані Маттек-Сендс

Нижче наведено гравчинь, які пробились в основну сітку через стадію кваліфікації:
- Б'янка Андрееску
- Яна Чепелова
- Бібіана Схофс
- Сільвія Солер Еспіноза

Як щасливий лузер в основну сітку потрапили такі гравчині:
- Лаура Зігемунд

### Відмовились від участі
До початку турніру
- Ребекка Петерсон → її замінила  Тейлор Таунсенд
- Маркета Вондроушова → її замінила  Лаура Зігемунд

### Знялись
- Яна Чепелова (right thoracic injury)
- Алісон ван Ейтванк (травма лівої щиколотки)

## Учасниці в парному розряді

### Сіяні
| Країна  | Гравчиня         | Країна   | Гравчиня       | Рейтинг1 | Сіяна |
| ------- | ---------------- | -------- | -------------- | -------- | ----- |
| Румунія | Ралука Олару     | США      | Абігейл Спірс  | 73       | 1     |
| Бельгія | Кірстен Фліпкенс | Швеція   | Юганна Ларссон | 74       | 2     |
| США     | Кейтлін Крістіан | США      | Ейжа Мугаммад  | 114      | 3     |
| КНР     | Хань Сіньюнь     | Хорватія | Дарія Юрак     | 120      | 4     |

- 1 Рейтинг подано станом на 24 грудня 2018

### Інші учасниці
Нижче наведено пари, які отримали вайлдкард на участь в основній сітці:
- Пейдж Мері Гуріган /  Тейлор Таунсенд
- Valentina Ivanov /  Elys Ventura

### Знялись з турніру
Під час турніру
- Лаура Зігемунд (lower leg soreness)

## Переможниці

### Одиночний розряд, чоловіки
- Тенніс Сандгрен —  Cameron Norrie, 6–4, 6–2

### Одиночний розряд, жінки
- Юлія Гергес —  Б'янка Андрееску 2–6, 7–5, 6–1

### Парний розряд, чоловіки
- Бен Маклахлан /  Ян-Леннард Штруфф —  Равен Класен /  Майкл Венус, 6–3, 6–4

### Парний розряд, жінки
- Ежені Бушар /  Софія Кенін —  Пейдж Мері Гуріган /  Тейлор Таунсенд, 1–6, 6–1, [10–7]